# Têtu
Têtu («Testarudo» en francés) es una revista francesa que se describe como «la revista de los gays y lesbianas» (en España, su equivalente fue Zero). Su primer número apareció en julio de 1995. La revista toma el relevo de Gai Pied, una revista LGBT publicada de 1979 a 1992, desaparecida en otoño de 1992. En abril de 2005 alcanzó los 100 números.
Está dirigida por Pierre Bergé y el director de la redacción es Thomas Doustaly. Desde 2006, Yannick Barbe se ha convertido en redactor jefe.
El contenido incluye la actualidad LGBT nacional e internacional, evolución de los derechos, homofobia, debates públicos, actualidad cultural, informes sobre asuntos sociales diversos, moda y sexualidad. Cada número contiene una rúbrica sobre el sida, que ha llevado a la publicación de una guía gratuita Têtu+ con información sobre el VIH. Algunas personalidades han elegido la revista para hacer pública su homosexualidad, pero también aparecen entrevistas a personas heterosexuales que quieren mostrar su apertura de espíritu o su solidaridad con la comunidad homosexual.
Por primera vez una revista LGBT consigue anunciar en sus páginas empresas generalistas: alta costura, estilistas, operadores de teléfono, proveedores de Internet, perfumes, agua mineral, etc., algunas dirigidas específicamente al público homosexual. La revista, además, está financiada por el grupo Yves Saint-Laurent, que reivindica una acción militante.

## Colaboradores notables
- Fille à pédés (desaparecida)
- Christine Angot
- Didier Eribon
- Didier Lestrade
- Lucette Rousseau llamada «Lulu»